# 卑利沙燈

卑利沙燈示意圖

卑利沙燈，俗稱“黃波燈”，是位於黑白間條高柱上的黃色球狀燈號。卑利沙燈設置於斑馬線旁，首見於英国，而世界上的其他地方均有設置或類似設計，其中爱尔兰、马耳他、新加坡、香港等地均完全依照英國標準設置。卑利沙燈得名自1934年至1937年出任運輸大臣的卑利沙勳爵，他在《1934年道路交通法令》中除重新恢復《1930年道路交通法令》廢除的车速限制規定外，亦首度規定行人過路處旁設置過路燈，該過路燈即卑利沙燈。

## 外觀

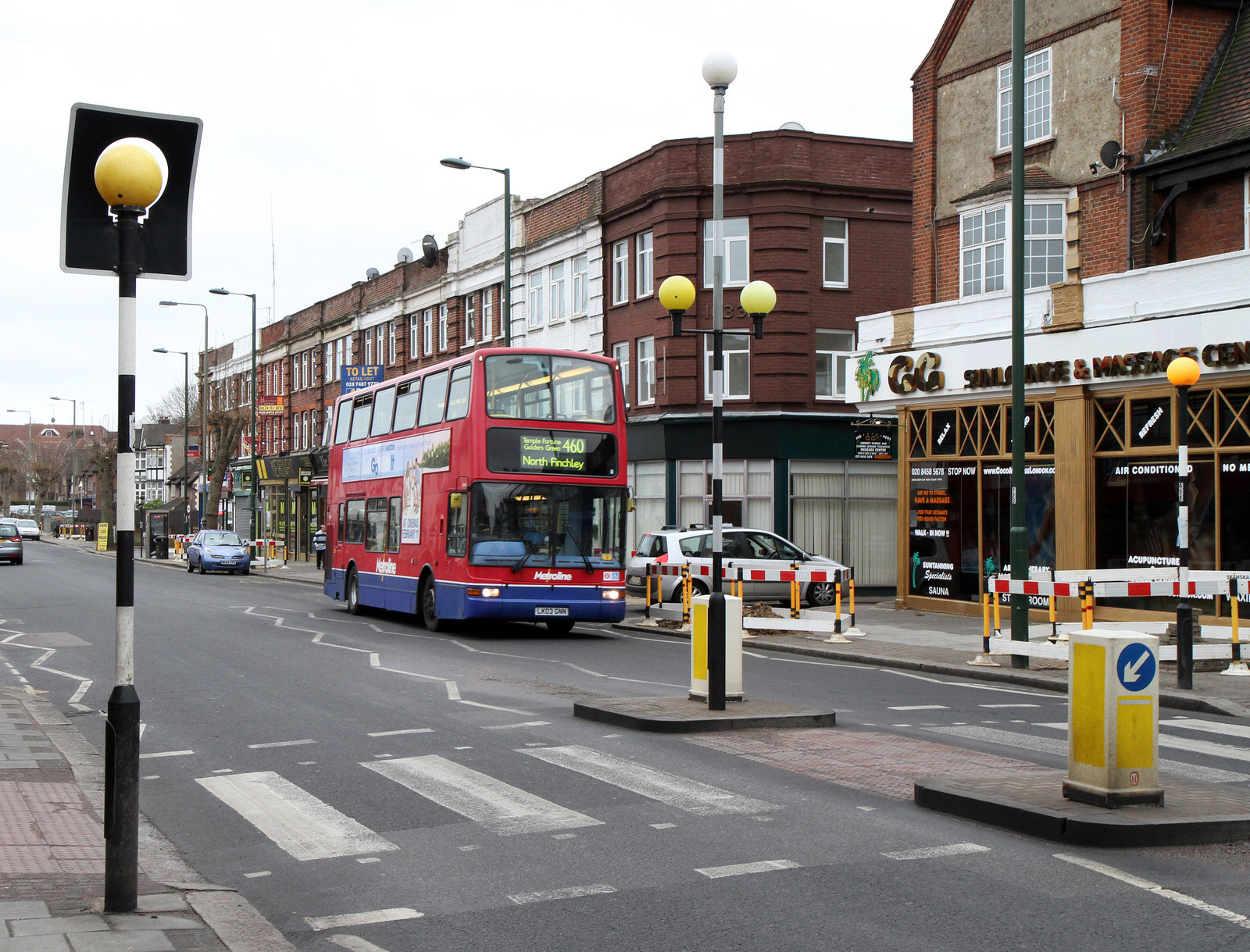
伦敦芬奇利路的安全島上有兩個安裝在街燈的中央支柱的卑利沙燈

卑利沙燈是位於黑白間條高柱上的黃色球狀燈號。卑利沙燈傳統上採用鎢絲燈泡，惟英國部分地區選擇以發光二極管外環燈代替。英國早期卑利沙燈的燈罩以玻璃製造，惟玻璃燈罩因容易被小童以碎石擊碎的緣故而在1952年由塑膠燈罩取代。卑利沙燈的燈柱通常髹上黑白間條，與斑馬線呈相同色調。斑馬線起初屬於未有劃線的行人過路處，後來劃上黑白間條紋，使斑馬線與卑利沙燈燈柱的顏色相呼應。根據英國標準，卑利沙燈的閃爍頻率為750毫秒亮光、750毫秒熄滅。
英國法律規定所有斑馬線均須設置至少兩個卑利沙燈。兩個卑利沙燈一般在兩側的行人路各設置一個。就英國而言，如果道路上存在安全島，交通主管機關可以選擇是否將一個或多個卑利沙燈集中放置於安全島上，具體的做法可以是將一個或多個卑利沙燈安裝在街燈的中央支柱，或在一條卑利沙燈燈柱上安裝多個卑利沙燈。

## 歷史

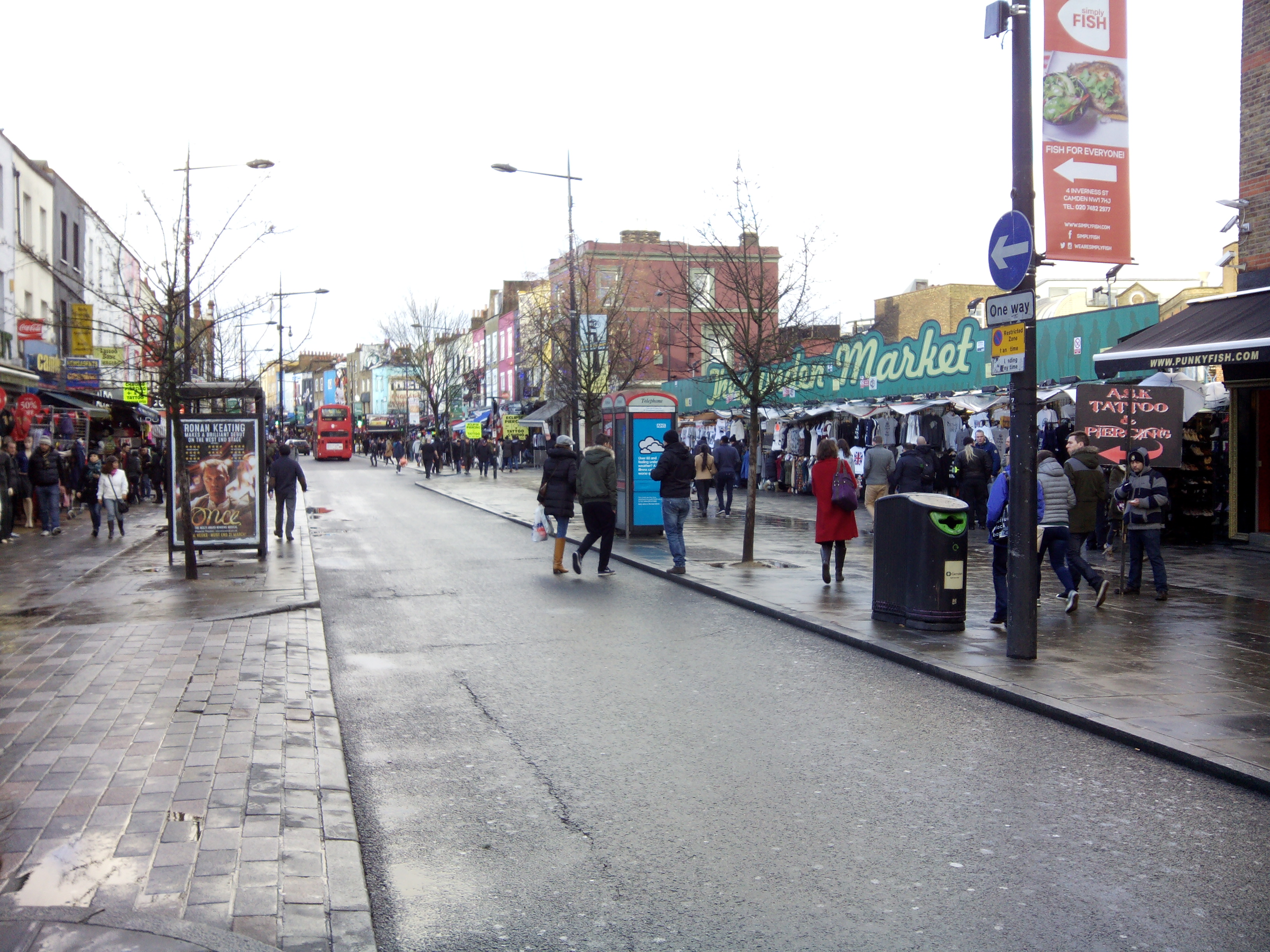
倫敦A400公路 (英國)（Camden High Street）

1931年加入自由國家黨的卑利沙於1934年上任運輸大臣後不久即在伦敦劍頓高街橫過馬路時幾乎被一輛跑車撞到，而這使他此後開始猛烈抨擊前任政府在《1930年道路交通法令》中廢除車速限制規定之舉，並稱之“使國民陷入無止境的‘大屠殺’”。卑利沙此後提出了《1934年道路交通法案》，並獲英国议会通過。《1934年道路交通法令》除了引入建成区內30英里每小時的車速限制外，也同時強制要求1935年6月1日起的新駕駛者須先通過英國駕駛考試方可駕駛車輛、強化了與駕駛者保險相關的立法，並引入了在行人過路處旁設置過路燈的規定，該過路燈即卑利沙燈。
首批卑利沙燈在倫敦地區設置，而在《1934年道路交通法令》通過後，卑利沙燈於1935年在全英國範圍內獲推廣。截至1941年12月2日，英國已設置約6.4萬個卑利沙燈，當時哈羅德·麥美倫曾在國會中提議移除其中3萬個卑利沙燈以製造彈藥，而該提議被國會議員西摩·考克斯批評為“剝奪德雲港国会议员（卑利沙）減低死亡率的最後希望”之舉。中央資訊辦公室於1948年製作了一部短片展示正確使用當時未有劃線的行人過路處的使用方法。卑利沙本人則在《1934年道路交通法令》實施後時常親身到社區教導民眾橫過馬路的方法，並在卸任運輸大臣後擔任行人安全協會副主席，以繼續推廣行人過路安全意識。

## 英國以外的使用

### 香港
英屬香港政府在1950年代將卑利沙燈連同斑馬線引入香港，以取代原有的“紳士腳”行人過路處標誌，並改善行人交通安全，警務處交通部更於1958年推出了卡通角色“斑馬佬”鼓勵市民以斑馬線橫過馬路。與英國法律的規定相同，香港法例第374G章《道路交通（交通管制）規例》規定所有斑馬線均須設置至少兩個卑利沙燈，且須在兩側的行人路各設置一個。如果道路上存在安全島，安全島上可以額外放置卑利沙燈。運輸署在2022年推行了一項為期約6個月的試驗計劃，為若干卑利沙燈附設可發出閃動黃光的光環，並使燈柱發出閃動白光，以吸引駕駛者留意斑馬線。

### 愛爾蘭

愛爾蘭的螢光黃邊行人過路處標誌

與英國法律的規定相同，愛爾蘭的《1997年道路交通（標誌）規例》（Road Traffic (Signs) Regulations, 1997）規定所有斑馬線均須設置至少兩個卑利沙燈，且須在兩側的行人路各設置一個。如果道路上存在安全島，安全島上可以額外放置卑利沙燈。國家運輸管理局在2022年10月24日展開先導計劃，在部分斑馬線路口以螢光黃邊行人過路處標誌代替卑利沙燈，以減低成本與縮短設置時間，然而此計劃並未直接廢除卑利沙燈。

### 馬耳他
與英國法律的規定相同，馬耳他法例第65.05章《交通標誌及車路標記規例》（Traffic Signs and Carriageway Markings Regulations）規定所有斑馬線均須設置至少兩個卑利沙燈，且須在兩側的行人路各設置一個。

### 新加坡
與英國法律的規定相同，新加坡法例第276.33章《道路交通（交通標誌）規則》（Road Traffic (Traffic Signs) Rules）規定所有斑馬線均須設置至少兩個卑利沙燈，且須在兩側的行人路各設置一個。如果道路上存在安全島，安全島上可以額外放置卑利沙燈。新加坡的卑利沙燈的閃爍時間被限定為每日下午7時至翌日上午7時。